# Neuhütten (Unterfranken)
Neuhütten ist eine Gemeinde im unterfränkischen Landkreis Main-Spessart. Der gleichnamige Hauptort ist Sitz der Gemeindeverwaltung.

## Geografie

### Geografische Lage
Neuhütten liegt in der Region Würzburg im bayerischen Spessart. Der topographisch höchste Punkt der Gemeinde befindet sich mit 472 m ü. NHN (Lage) am Osthang des Hengstkopfes, in der Nähe des Bischbornerhofes, der niedrigste liegt am Lohrbach auf 232 m ü. NHN (Lage).

### Gemeindegliederung
Neuhütten hat drei Gemeindeteile (in Klammern ist der Siedlungstyp angegeben): die sich auf zwei Gemarkungen verteilen:
- Gemarkung Neuhütten
  - Neuhütten (Kirchdorf)
- Gemarkung Forst Lohrer Straße
  - Bischbornerhof (Weiler, Exklave)
  - Lohrerstraße (Siedlung, Exklave)
  - unbewohnte Exklave „Birkig“ (1,1 Hektar)

Die Einöden Fleckensteinsmühle und Maidelsmühle zählen zum Gemeindeteil Neuhütten.
Neben der Gemarkung Neuhütten umfasst die Gemeinde auch einen Gemarkungsteil namens Forst Lohrerstraße, der sich über drei Exklaven erstreckt, die vom gleichnamigen gemeindefreien Gebiet Forst Lohrerstraße umgeben sind, darunter der Bischbornerhof und das frühere Forsthaus Lohrerstraße.

### Nachbargemeinden
| Heinrichsthaler Forst (Gemeindefreies Gebiet)  |                                             | Gemeinde Wiesthal                           |
| Gemeinde Heigenbrücken                         | Kompassrose, die auf Nachbargemeinden zeigt | Partensteiner Forst (Gemeindefreies Gebiet) |
| Forst Hain im Spessart (Gemeindefreies Gebiet) | Rothenbucher Forst (Gemeindefreies Gebiet)  | Forst Lohrerstraße (Gemeindefreies Gebiet)  |

## Name

### Etymologie
Der ursprüngliche Ortsname Breidenstein besteht aus den mittelhochdeutschen Wörtern breit und stein. Es bedeutet „breiter Felsen“. Nach der Zerstörung des Dorfes im Dreißigjährigen Krieg wurden neue Hütten errichtet. Daher rührt der heutige Ortsname. Er besteht aus dem althochdeutschen niuwe und dem Wort hütte.

### Frühere Schreibweisen
Frühere Schreibweisen des Ortes aus diversen historischen Karten und Urkunden:
- 1432 Breydenstein
- 1513 Newhutten
- 1526 Newenhutten
- 1649 Neühütten
- 1694 Newhutt
- 1820 Neuhütten

## Geschichte

### Bis zur Gemeindegründung
Für das Jahr 1349 findet sich die erste Erwähnung als Breydenstein in einer Mainzer Urkunde als eine von vier Glashütten im Spessart. Erst 1513 wurde Neuhütten erstmals als Ortsname verwendet. Als Teil des Erzstifts Mainz fiel Neuhütten im Reichsdeputationshauptschluss 1803 an das neu gebildete Fürstentum Aschaffenburg des Fürstprimas von Dalberg, mit welchem (nun ein Departement des Großherzogtums Frankfurt) es 1814 zu Bayern kam. Im Zuge der Verwaltungsreformen in Bayern entstand mit dem Gemeindeedikt von 1818 die heutige Gemeinde.

### Verwaltungsgeschichte
Im Jahr 1862 wurde das Bezirksamt Aschaffenburg gebildet, auf dessen Verwaltungsgebiet Neuhütten lag. Am 1. Januar 1880 kam Neuhütten jedoch anlässlich der Reform des Zuschnitts der bayerischen Bezirksämter zum Bezirksamt Lohr am Main. Wie überall im Deutschen Reich wurde 1939 die Bezeichnung Landkreis eingeführt. Neuhütten war nun eine der 26 Gemeinden im Landkreis Lohr am Main. Mit der Auflösung des Landkreises Lohr am Main kam Neuhütten am 1. Juli 1972 in den neu gebildeten Landkreis Mittelmain, der zehn Monate später seinen endgültigen Namen Landkreis Main-Spessart erhielt.

### Einwohnerentwicklung
- 1961: 0916 Einwohner
- 1970: 1023 Einwohner
- 1987: 1092 Einwohner
- 1991: 1208 Einwohner
- 1995: 1277 Einwohner
- 2000: 1271 Einwohner
- 2005: 1258 Einwohner
- 2010: 1166 Einwohner
- 2015: 1167 Einwohner

## Politik

### Verwaltung
Die Gemeinde ist Mitglied der Verwaltungsgemeinschaft Partenstein.

### Gemeinderat
Zur Gemeinderatswahl 2020 trat nur die Liste Gemeinsam für Neuhütten an, die alle zwölf Sitze im Gemeinderat besetzt.

### Bürgermeister
Bürgermeister ist seit dem 1. Mai 2020 Bernd Steigerwald (Wählergruppe Gemeinsam für Neuhütten); dieser wurde am 15. März 2020 mit 58,6 % der Stimmen gewählt. Sein Vorgänger war vom 1. Mai 1996 bis zum 30. April 2020 Edmund Wirzbeger (* 1949, ebenfalls Gemeinsam für Neuhütten).

### Wappen
| Wappen von Neuhütten | Blasonierung: „In Rot über einem sechsspeichigen silbernen Rad nebeneinander drei silberne Quarzkristalle.“ |
| Wappen von Neuhütten | |

## Wirtschaft einschließlich Land- und Forstwirtschaft
Im Jahr 1998 gab es nach der amtlichen Statistik im produzierenden Gewerbe 104 und im Bereich Handel und Verkehr keine sozialversicherungspflichtig Beschäftigten am Arbeitsort. Sozialversicherungspflichtig Beschäftigte am Wohnort gab es insgesamt 463. Im verarbeitenden Gewerbe gab es einen Betrieb, im Bauhauptgewerbe ebenfalls einen. Zudem bestanden im Jahr 1999 elf landwirtschaftliche Betriebe mit einer landwirtschaftlich genutzten Fläche von 342 ha, davon waren 339 ha Dauergrünfläche.

## Bildung
Es gibt folgende Einrichtungen
- einen Kindergarten mit 50 Plätzen und 50 Kindern (zwei Regelgruppen, eine KiTa-Gruppe)
- Grundschule im Schulverband Wiesthal-Neuhütten

## Persönlichkeiten
- Karl Roth (* 1954 in Neuhütten), Kriminalkommissar und Politiker, Landrat des Landkreises Starnberg